# نوینکیرشن ام زاند
نوینکیرشن ام زاند (به آلمانی: Neunkirchen am Sand) یک شهر در آلمان است که در نورنبرگر لاند واقع شده‌است.

## خواهرخوانده
شهرهای Zeulenroda-Triebes و Triebes خواهرخوانده‌های نوینکیرشن ام زاند هستند.